# Chico Kim
Francisco Hyun-sol Kim (coreano: 김현솔; Cascavel, Paraná, 20 de mayo de 1993), comúnmente conocido como Chico, es un futbolista coreano-brasilero de origen paraguayo que juega como centrocampista ofensivo en el Mirassol.

## Biografía
Chico nació en Cascavel, Paraná, pero se crio en Ciudad del Este, Paraguay, de padres surcoreanos. En 2008 estuvo a prueba en el Atlético Sorocaba y posteriormente se incorporó a las categorías inferiores del club.
Chico fichó por el Seoul E-Land surcoreano el 27 de julio de 2016.

## Vida privada
Adquirió la nacionalidad surcoreana en 2016.

## Honores
Atlético Goianiense
- Campeonato Goiano: 2020